# Rosaleda Ángel Esteban
La rosaleda Ángel Esteban, también denominada Rosaleda del Real Jardín Botánico Juan Carlos I, fue creada en 2007 con una extensión de 1 hectárea. 
Se sitúa en el interior del Real Jardín Botánico Juan Carlos I en Alcalá de Henares (Madrid - España). 
Su núcleo está formado por la importante colección del rosalista Ángel Esteban González, quién la donó al completo al jardín botánico.

## Localización
La Rosaleda Ángel Esteban se sitúa en el Campus de la Universidad de Alcalá, calle 36, frente a los antiguos hangares. 28805 Alcalá de Henares (Madrid) España. (Salida 32 de la Ctra. A2, dirección Madrid-Barcelona).
- Promedio anual de precipitaciones: 418 mm
- Altitud: 595,00 metros

## Historia
La rosaleda se alberga en un recinto de 1 hectárea diseñado ex profeso. Se inició con la donación de la colección de Ángel Esteban González, que incluye una mayoría de híbrido de té junto a rosales antiguos, trepadores, rosales premiados en diferentes concursos internacionales y rosales miniatura. 
Paralelamente se trasladó al recinto la colección de rosales silvestres desarrollada en el Real Jardín Botánico Juan Carlos I, constituida fundamentalmente por especies botánicas (precursoras) y sus híbridos.
En su faceta de hibridador rosalista Ángel Esteban consiguió en 2004 la obtención de la rosa "Comunidad de Madrid", dedicada a todos los madrileños amantes de la belleza de la naturaleza.
En 2007 obtuvo la rosa "Paz", que se la dedicó a todas las víctimas de la violencia terrorista. Es un rosal arbustivo de flores color blanco pálido y ramas en sarmiento, procedente de dos híbridos de té: la rosa "María Teresa de Requena" (también del obtentor Ángel Esteban) y la rosa "Luisa Fernanda de Silva" (un floribunda de té obtención en 1946 por Pedro Dot Martínez).

## Colecciones
La colección de Ángel Esteban cuenta con 3.500 ejemplares de casi 600 variedades diferentes, varios de ellos históricos, algunos del siglo XVIII y XIX, la mayoría, de principios del siglo XX. Siendo 285 de estas variedades exclusivas, pues solo se encuentran en esta colección.